# Bogdan Zastawny
Bogdan Kazimierz Zastawny (ur. 20 września 1944 w Poznaniu) – polski polityk, samorządowiec, działacz partyjny i menedżer. W latach 1984–1987 wiceprezydent Poznania, w latach 1987–1990 wicewojewoda poznański, w latach 2001–2002 członek zarządu województwa wielkopolskiego.

## Życiorys
Syn Stefana i Franciszki. Ukończył studia z inżynierii budownictwa lądowego na Politechnice Poznańskiej, uzyskał uprawnienia do kierowania robotami budowlanymi. Działał w Związku Młodzieży Socjalistycznej, był m.in. przewodniczącym zarządu uczelnianego i wojewódzkiego (do 1974) w Poznaniu. W 1969 wstąpił do Polskiej Zjednoczonej Partii Robotniczej. Od 1974 należał do Komitetu Wojewódzkiego PZPR w Poznaniu, gdzie doszedł do stanowiska zastępcy kierownika Wydziału Budownictwa i Gospodarki Miejskiej. Od 1984 był wiceprezydentem Poznania, a w latach 1987–1990 zajmował stanowisko wicewojewody poznańskiego.
W III RP został członkiem Sojuszu Lewicy Demokratycznej. Pracował w Invest-Banku, a od 1999 do 2001 kierował poznańskim oddziałem Towarzystwa Ubezpieczeniowego Compensa (skąd odszedł po zarzutach o działanie na szkodę spółki). 26 listopada 2001 został członkiem zarządu województwa wielkopolskiego (w miejsce Andrzeja Nowakowskiego). Zakończył pełnienie funkcji 19 listopada 2002. Później zajmował kierownicze stanowiska w różnych spółkach, m.in. porcie lotniczym Poznań-Ławica, PKS Poznań (prezes), przedsiębiorstwach budowlanych i turystycznych, a także prowadził własną firmę.
W 2005 odznaczony Krzyżem Oficerskim Orderu Odrodzenia Polski za wybitne osiągnięcia w działalności społecznej.